# Boinița, Caraș-Severin
Boinița este un sat în comuna Dalboșeț din județul Caraș-Severin, Banat, România.